# 14 nm
14 nm désigne le procédé de fabrication des semi-conducteurs qui succède au procédé 22 nm.
La taille des cellules SRAM est presque réduite de 50% par rapport à la technologie 22 nm.
Suivant les plans de l'ITRS le successeur du 14 nm sera la technologie 10 nm.

## Microprocesseurs gravés en 14nm
- Intel Broadwell pour ordinateurs portables[2] (septembre 2014)